# Jiříkovská pahorkatina
Jiříkovská pahorkatina je geomorfologická jednotka, podokrsek Rumburské pahorkatiny a jejího nadřazeného celku Šluknovská pahorkatina. Nachází se v severní části Česka ve Šluknovském výběžku. Její rozloha je 24 km² a nejvyšším vrcholem je Vyhlídka (452 m).

## Přírodní poměry
Jiříkovská pahorkatina je geomorfologický podokrsek okrsku Rumburská pahorkatina a celku Šluknovská pahorkatina o rozloze 24 km² s členitým reliéfem. Nachází se ve východní části Šluknovského výběžku. Severovýchodní a východní hranice tvoří česko-německá státní hranice s přesahem svahů do sousedního Německa. Západní až jižní hranice procházejí okrajovými částmi měst Jiříkov a Rumburk. Nejvyšším bodem je vrchol Vyhlídka (452 m), nejnižším pak hladina Mandavy na státní hranici s Německem v Horním Jindřichově (358 m). Převládajícími horninami jsou rumburská žula, která se vyskytuje ve variantě hrubozrnné a drobnozrnné, a střednězrnný lužický granodiorit. Granitoidy jsou narušeny silnou žilou křemene, menšími žílami porfyrů a doleritu a ojedinělými průniky třetihorních výlevných vyvřelin. Jižní část území odvodňuje Mandava, jež náleží k povodí Odry a úmoří Baltského moře, severní pak Spréva náležející k povodí Labe a úmoří Severního moře. Krajina náleží k 4.–5. lesnímu vegetačnímu stupni (bukovému, respektive jedlo-bukovému). Průměrná roční teplota se pohybuje v rozmezí 6,5–7 °C, průměrné roční srážky pak v rozpětí 700–800 mm.

## Vrcholy
Výběr zahrnuje kopce pojmenované v databázi Geonames a na Základní topografické mapě ČR, jejichž vrchol leží na českém území.
- Strážný vrch (425 m)
- Vyhlídka (452 m)

## Geomorfologické členění
Geomorfologické zařazení podokrsku Jiříkovská pahorkatina:
- provincie: Česká vysočina
  - subprovincie: IV Krkonošsko-jesenická
    - oblast: IVA Krkonošská
      - celek: IVA-1 Šluknovská pahorkatina
        - okrsek: IVA-1-B Rumburská pahorkatina
          - podokrsek: IVA-1-B-a Jiříkovská pahorkatina
          - podokrsek: IVA-1-B-b Krásnolipská pahorkatina
          - podokrsek: IVA-1-B-c Varnsdorfská pahorkatina